# Hôtel d'Anvers
L'hôtel d'Anvers (ou hôtel d'Emskerque) est un hôtel particulier situé à Besançon dans le département du Doubs.
L'hôtel, ses sols et les vestiges archéologiques qu'ils contiennent font l’objet d’une inscription au titre des monuments historiques depuis le 8 août 1994.

## Localisation
L'édifice est situé au 44 Grande-Rue dans le secteur de La Boucle de Besançon.

## Histoire
Le bâtiment a été construit entre 1585 et 1590.
Durant le XVIIIe siècle, il fut la demeure de notables administratifs de la ville.
Pendant la Révolution française, l'hôtel fut transformé en centre administratif.

## Architecture
L'hôtel est en plan en « U » et la façade côté rue est ornées de pilastres et de frontons et de corniches.